# Wegestock Pesch

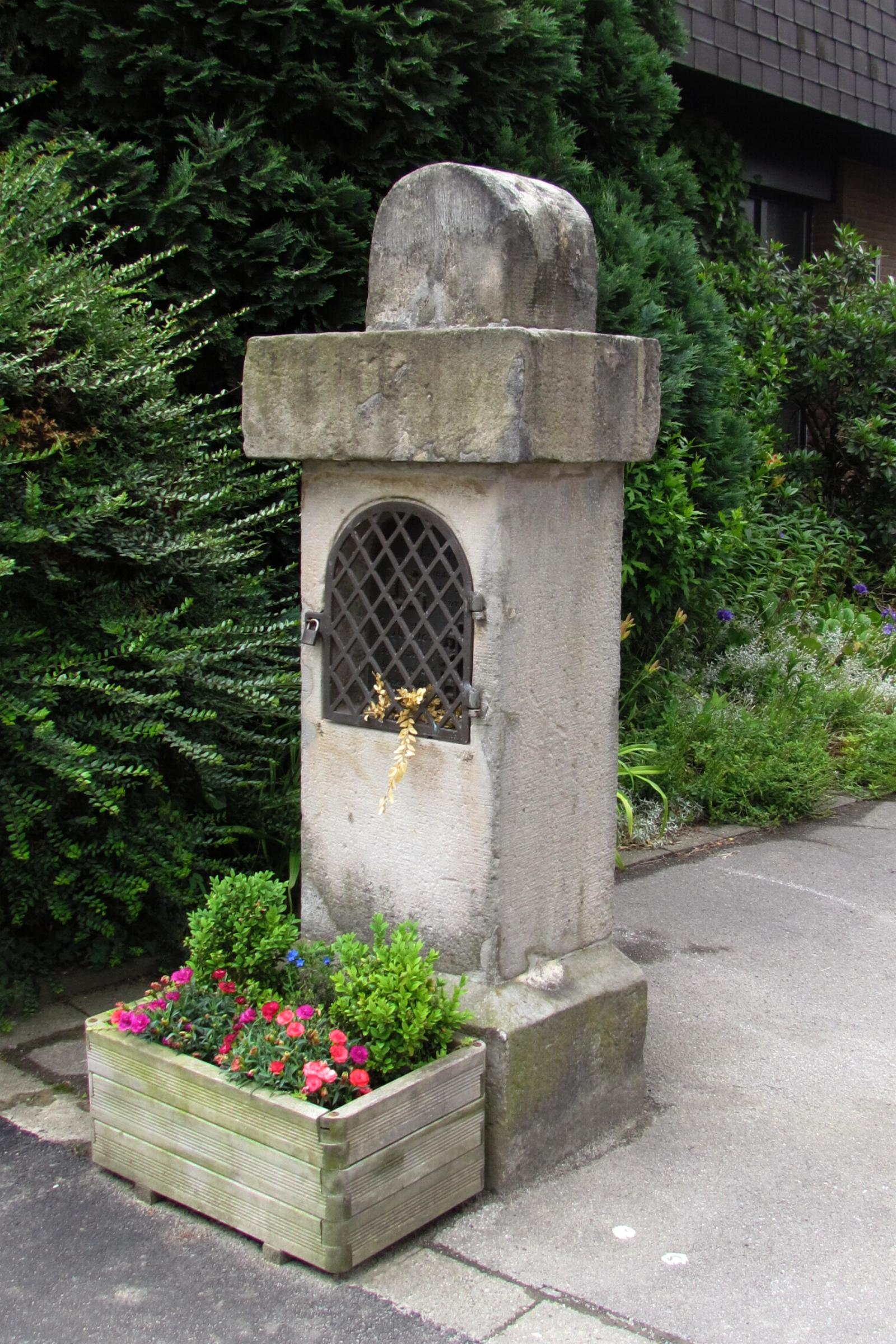
Wegestock

Der Wegestock Pesch steht im Stadtteil Pesch in Korschenbroich  im Rhein-Kreis Neuss in Nordrhein-Westfalen.
Das Flurkreuz wurde im 19. Jahrhundert erbaut und unter Nr. 081 am 17. September 1985 in die Liste der Baudenkmäler in Korschenbroich eingetragen.

## Architektur
Der Wegestock wurde aus Liedberger Sandstein gefertigt und befindet sich heute an der Feldstraße in Pesch. Er steht auf einem Sockel mit Rundbogennische und hohem Kranzgesims. In der Nische befindet sich eine bronzene Darstellung von den ersten beiden Stationen des Kreuzwegs.